# Finalen av Copa América 2011
Finalen i Copa América 2011 spelades den 24 juli 2011 på Estadio Monumental Antonio Vespucio Liberti i Buenos Aires för att kora turneringssegrare. Uruguay besegrade Paraguay med 3–0.
Detta blev Uruguays 15:e titel och därmed återtog man titeln som det lag med flest Copa América-titlar, tätt följt av Argentina på 14 titlar. Uruguay representerar Conmebol vid Fifa Confederations Cup 2013. Paraguay vann Copa Colombia med deras medverkande i finalen.
Luis Suárez gjorde första målet i matchen efter 11 minuter i första halvlek. Diego Forlán gjorde sina två mål i turneringen under finalen efter 41 och 89 minuter.

## Bakgrund
För första gången sedan 2001 spelade varken Argentina och Brasilien mot varandra i finalen. Både Uruguay och Paraguay har tidigare vunnit turneringen flera gånger. Uruguay höll ett gemensamt register över 14 Copa América-titlar (med Argentina), och vann den senast 1995. Deras sista medverkande i finalen var 1999, då de besegrades av Brasilien. Paraguay var vid matchtillfället en tvåfaldig segrare i tävlingen, och vann den senast 1979. Det året var också den senaste gången Paraguay tog sig till finalen i turneringen.

## Vägen till finalen
| Lag     | S | V | O | F | GM | IM | MS | P |
| ------- | - | - | - | - | -- | -- | -- | - |
| Chile   | 3 | 2 | 1 | 0 | 4  | 2  | +2 | 7 |
| Uruguay | 3 | 1 | 2 | 0 | 3  | 2  | +1 | 5 |
| Peru    | 3 | 1 | 1 | 1 | 2  | 2  | 0  | 4 |
| Mexiko  | 3 | 0 | 0 | 3 | 1  | 4  | −3 | 0 |

| Lag       | S | V | O | F | GM | IM | MS | P |
| --------- | - | - | - | - | -- | -- | -- | - |
| Brasilien | 3 | 1 | 2 | 0 | 6  | 4  | +2 | 5 |
| Venezuela | 3 | 1 | 2 | 0 | 4  | 3  | +1 | 5 |
| Paraguay  | 3 | 0 | 3 | 0 | 5  | 5  | 0  | 3 |
| Ecuador   | 3 | 0 | 1 | 2 | 2  | 5  | −3 | 1 |

## Matchen
|  | 24 juli, 2011 16:00 UTC−3 | Estadio Monumental Antonio Vespucio Liberti000 Buenos Aires000 |

| Lagfärger · Lagfärger · Lagfärger · Lagfärger · Lagfärger | Uruguay                    | 3 – 0           | Paraguay | Lagfärger · Lagfärger · Lagfärger · Lagfärger · Lagfärger |
| Lagfärger · Lagfärger · Lagfärger · Lagfärger · Lagfärger | Suárez 11′ Forlán 41′, 89′ | (2 – 0) Rapport |          | Lagfärger · Lagfärger · Lagfärger · Lagfärger · Lagfärger |
|                                                           |                            |                 |          |                                                           |

| Startelva:      |    |                     |     |     |
|                 |    |                     |     |     |
| MV              | 1  | Fernando Muslera    |     |     |
| HB              | 16 | Maximiliano Pereira | 29' |     |
| MB              | 2  | Diego Lugano        |     |     |
| MB              | 4  | Sebastián Coates    | 85' |     |
| VB              | 22 | Martín Cáceres      | 17' | 88′ |
| HM              | 20 | Álvaro González     |     |     |
| CM              | 15 | Diego Pérez         | 24' | 69′ |
| CM              | 17 | Egidio Arévalo Ríos |     |     |
| VM              | 11 | Álvaro Pereira      |     | 63′ |
| CA              | 10 | Diego Forlán        |     |     |
| CA              | 9  | Luis Suárez         |     |     |
| Inhoppare:      |    |                     |     |     |
| A               | 21 | Edinson Cavani      |     | 63′ |
| MF              | 8  | Sebastián Eguren    |     | 69′ |
| F               | 3  | Diego Godín         |     | 88′ |
|                 |    |                     |     |     |
|                 |    |                     |     |     |
|                 |    |                     |     |     |
|                 |    |                     |     |     |
|                 |    |                     |     |     |
|                 |    |                     |     |     |
|                 |    |                     |     |     |
|                 |    |                     |     |     |
|                 |    |                     |     |     |
|                 |    |                     |     |     |
| Förbundskapten: |    |                     |     |     |
| Óscar Tabárez   |    |                     |     |     |

| Startelva:      |    |                      |     |     |
|                 |    |                      |     |     |
| MV              | 1  | Justo Villar         |     |     |
| HB              | 3  | Iván Piris           |     |     |
| MB              | 14 | Paulo da Silva       |     |     |
| MB              | 2  | Darío Verón          |     |     |
| VB              | 4  | Elvis Marecos        |     |     |
| HM              | 13 | Enrique Vera         | 57' | 64′ |
| CM              | 20 | Néstor Ortigoza      |     |     |
| CM              | 15 | Víctor Cáceres       | 26' | 64′ |
| VM              | 16 | Cristian Riveros     |     |     |
| CA              | 18 | Nelson Haedo Valdez  |     |     |
| CA              | 7  | Pablo Zeballos       |     | 76′ |
| Inhoppare:      |    |                      |     |     |
| VM              | 21 | Marcelo Estigarribia |     | 64′ |
| HM              | 23 | Hernán Pérez         |     | 64′ |
| A               | 19 | Lucas Barrios        |     | 76′ |
|                 |    |                      |     |     |
|                 |    |                      |     |     |
|                 |    |                      |     |     |
|                 |    |                      |     |     |
|                 |    |                      |     |     |
|                 |    |                      |     |     |
|                 |    |                      |     |     |
|                 |    |                      |     |     |
|                 |    |                      |     |     |
|                 |    |                      |     |     |
| Förbundskapten: |    |                      |     |     |
| Gerardo Martino |    |                      |     |     |

| Domare: Sálvio Fagundes (Brasilien) Ass. domare: Marcio Santiago (Brasilien) och Francisco Mondría (Chile) Fjärdedomare: Enrique Osses (Chile) |  | Matchens bäste spelare Luis Suárez (Uruguay) |

## Statistik
| Uruguay | Matchstatistik | Paraguay |
| ------- | -------------- | -------- |
| 11      | Skott          | 4        |
| 8       | Skott på mål   | 1        |
| 8       | Frisparkar     | 15       |
| 11      | Hörnor         | 4        |
| 0       | Straffspark    | 0        |
| 1       | Offside        | 2        |
| 4       | Gult kort      | 2        |
| 0       | Rött kort      | 0        |

| Uruguay | Disciplin             | Paraguay |
| ------- | --------------------- | -------- |
| 72%     | Passningseffektivitet | 83%      |
| 137     | Korrekta passningar   | 270      |
| 54      | Inkorrekta passningar | 56       |
| 32      | Brytningar            | 35       |

## Bildgalleri

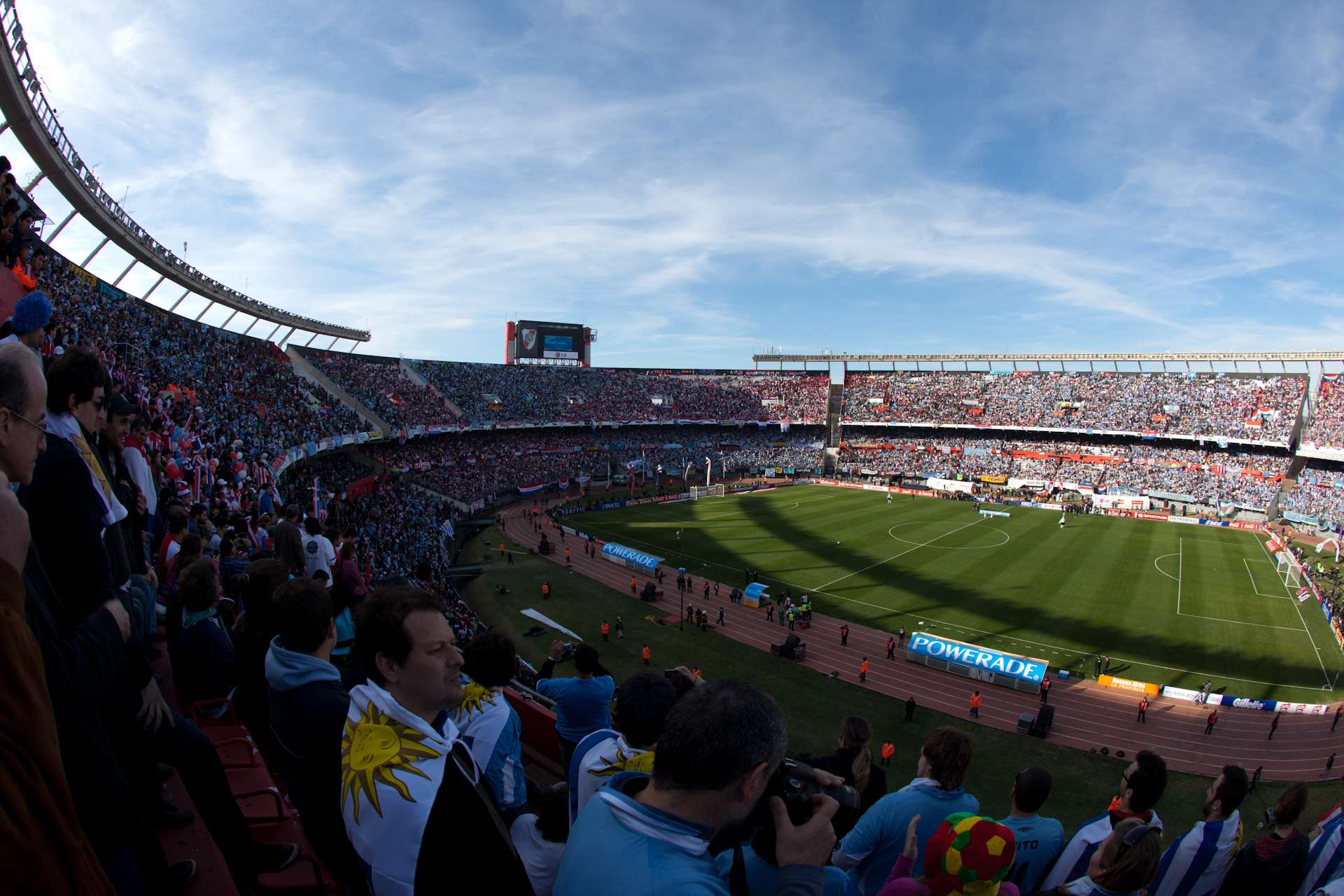
Överblick av Estadio Monumental under finalen.
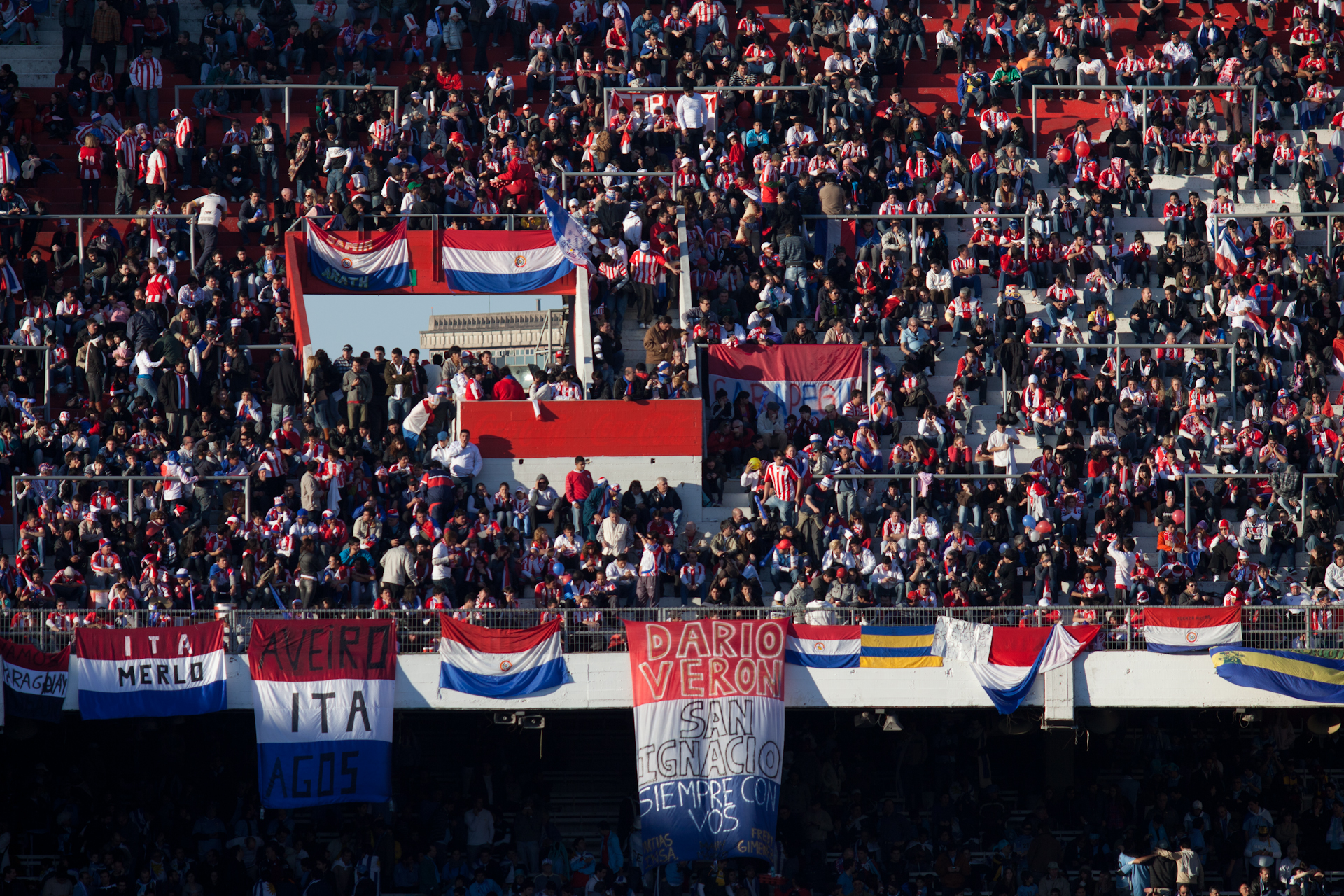
Paraguayanska åskådare.
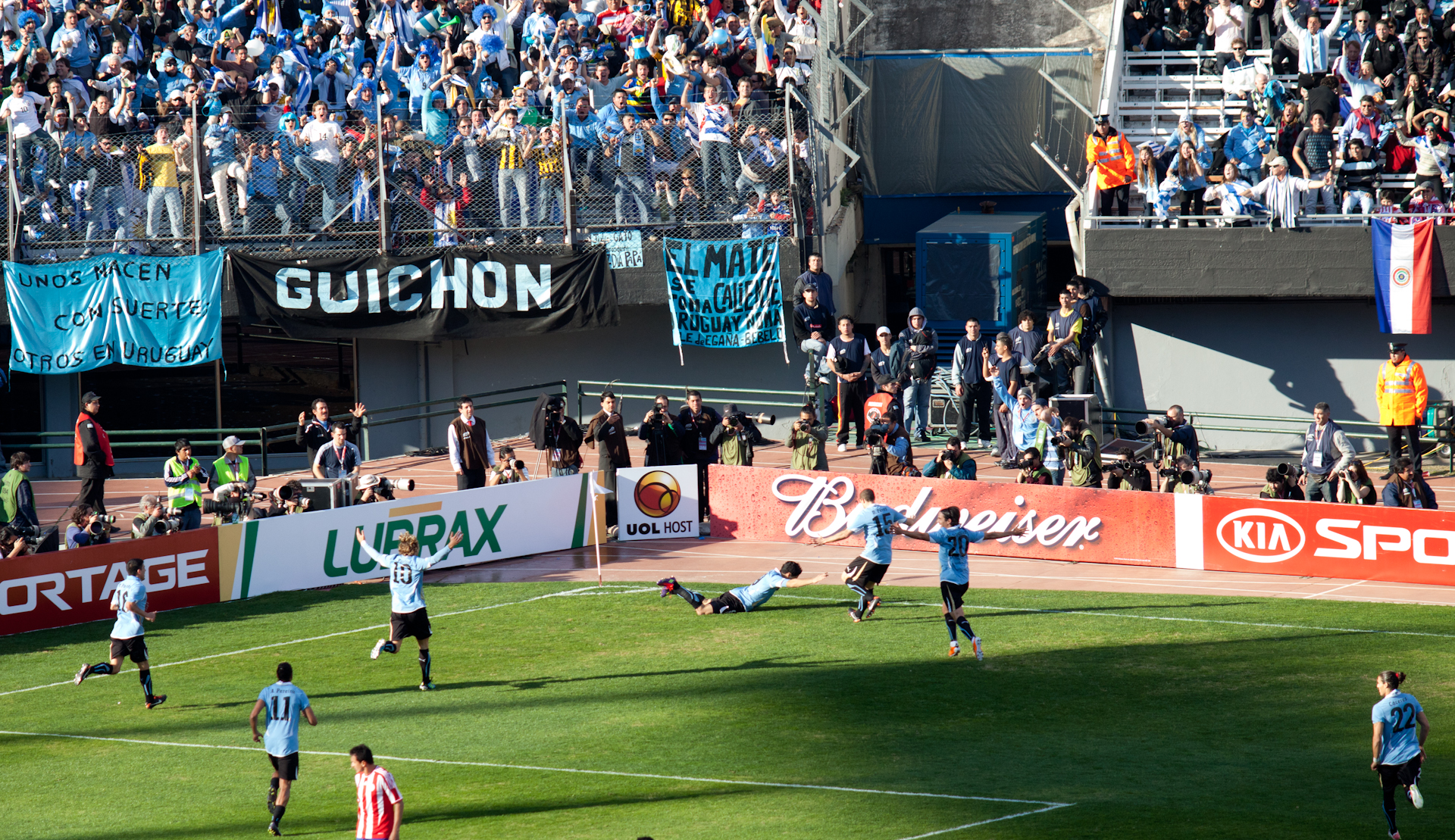
Suárez firar sitt mål.
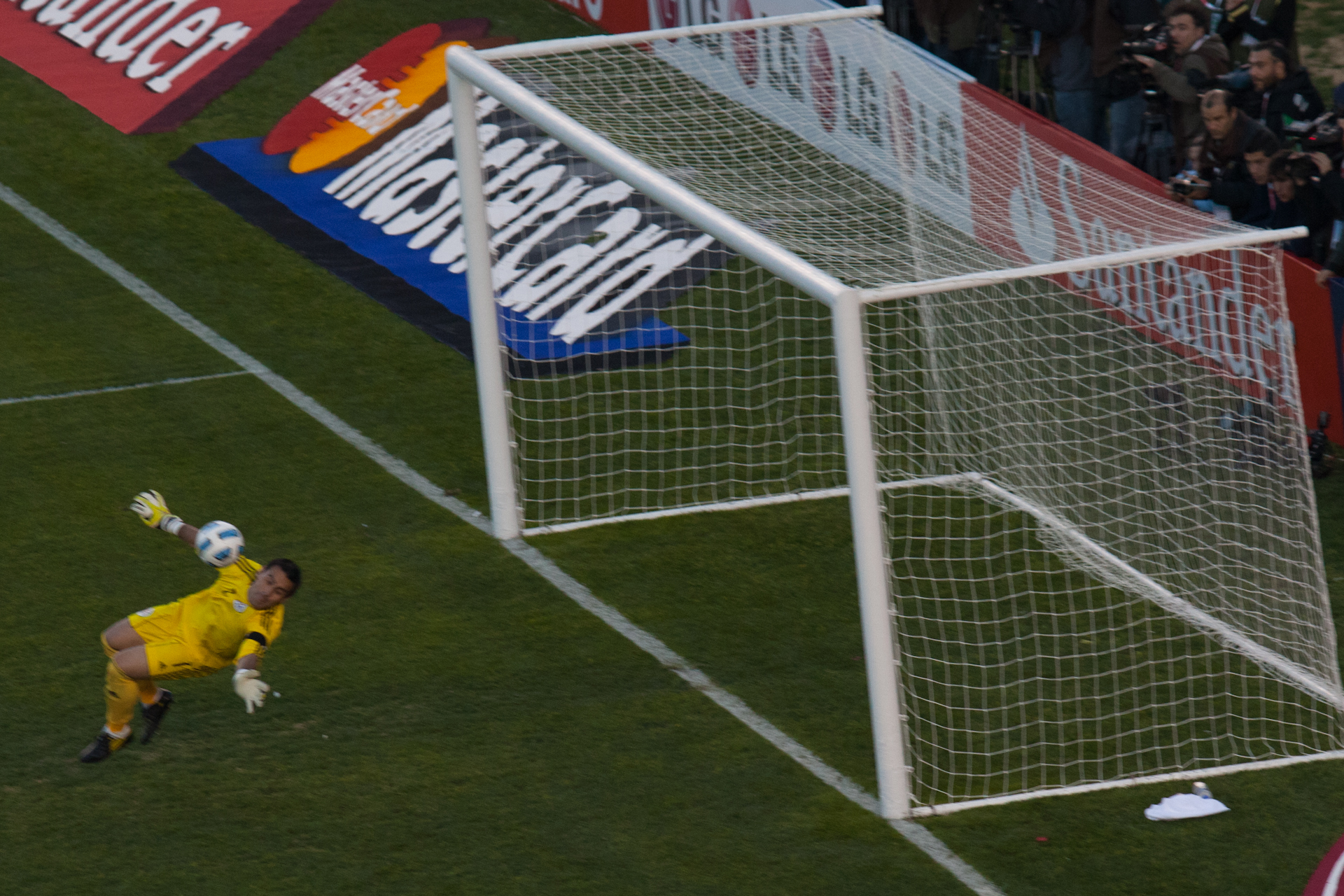
Villar som vann priset som turneringens bäste målvakt, räddar ett skott.
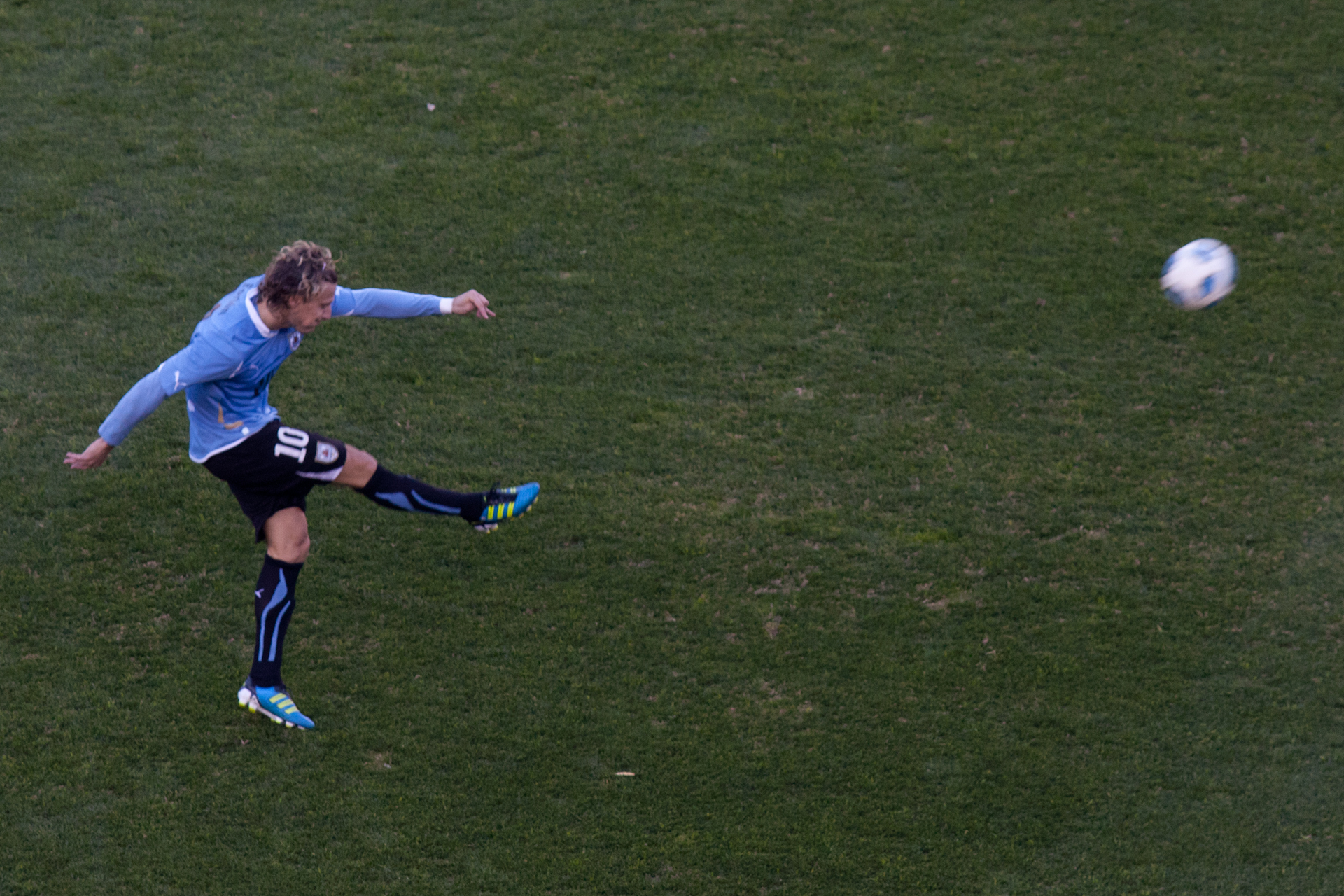
Forlán gjorde två mål i finalen.

### Fotnoter
1. ↑  ”Arkiverade kopian”. Arkiverad från originalet den 21 december 2011. https://web.archive.org/web/20111221185933/http://df1.conmebol.com/gamecast/canchita.php?torneo=copaamerica&idFicha=99089. Läst 28 januari 2012.